# Shadow of Memories
Shadow of Memories (シャドウ・オブ・メモリーズ Shadou obu Memorīzu), também conhecido como Shadow of Destiny na América do Norte, é um jogo de aventura desenvolvido originalmente para o PlayStation 2 pela Konami, lançado inicialmente em 22 de Fevereiro de 2001, sendo um dos primeiros títulos de aventura lançados para o console.
Em 2002 foi lançada, respectivamente, uma versão do jogo para Windows e Xbox, pela extinta Runecraft.
Um port para PlayStation Portable também foi lançado em 1 de Outubro de 2009 no Japão, enquanto foi lançado em 26 de Janeiro de 2010 na América do Norte. Neste port do jogo, a dublagem foi totalmente refeita.

## História
Situada em uma cidade alemã fictícia chamada Lebensbaum (Árvore da Vida em alemão), a história de Shadow of Memories gira em torno de um rapaz de 22 anos chamado Eike Kusch, que morre por ser esfaqueado logo no começo do jogo, após sair de um pequeno restaurante. No entanto, ele é ressuscitado por Homunculus (dublado por Charles Martinet na dublagem original em inglês), um gênio que lhe oferece a oportunidade de evitar sua morte com o uso de um Digipad para viajar no tempo. Eike explora quatro períodos diferentes — 2001, 1980, 1902 e 1580 — na tentativa de desmascarar o seu assassino e encontrar várias maneiras de mudar o rumo de sua história. No decorrer de sua aventura, ele conhece vários personagens: Dana, uma garçonete de seu tempo atual, que ele acidentalmente trás de volta para o ano de 1580 e a perde de vista; uma cartomante — também de seu tempo — que lhe conta a hora que este poderá morrer; Eckart Brum, um curador de uma galeria de arte que perdeu sua esposa e filha recém-nascida em um tiroteio; Dr. Wolfgang Wagner, um alquimista de 1580 que vive com sua esposa, Helena, e seus dois filhos, Hugo e Margarette; e Alfred Brum, o bisavô de Eckart Brum.

## Recepção da crítica
Shadow of Memories recebeu avaliações razoáveis e positivas pelos críticos. Estes elogiaram o enredo do jogo como seu ponto mais forte. David Zdyrko da IGN chamou a história do jogo de "uma das mais profundas e envolventes já contadas em um jogo eletrônico.". Andrew Vestal da Gamespot gostou da ideia do protagonista ser uma espécie de detetive e própria vitima. Shawn Sanders escreveu no Game Revolution que gostou do aspecto de voltar no tempo.
Graficamente, o jogo recebeu avaliações razoáveis. Sanders achou as texturas do jogo "limpas e detalhadas". Zdyrko não gostou da pouca quantidade de detalhes nos personagens e nas paisagens de fundo, mas admirou os "efeitos de iluminação e partículas", particularmente a neve e a noite. Já Vestal admirou as diferentes representações visuais, e acreditou haver uma grande quantidade de detalhes nas paisagens de fundo, das quais ajudaram a contrabalancear um pouco a baixa qualidade das texturas do jogo. Os críticos em geral disseram que as FMVs foram muito bem feitas, elogiando em simultâneo as animações do jogo, considerando estas realistas.